# Huambo
Huambo, vagy ritkábban Új-Lisszabon (portugálul: Nova Lisboa) a Huambo Provincia székhelye Angolában. A város 220 km-rel keletre Benguelától és 600-zal délkeletre fekszik az ország fővárosától, Luandától. A város egyben Angola második legnagyobb városa. Huambo a benguelai repülőtér főcsomópontja (Caminho de Ferro de Benguela – CFB), ami Lobito városától egészen a Kongói Demokratikus Köztársaság nyugati részéig, Katangáig száll. Huambo az Albano Machado Repülőtérnek szolgál (ritkábban Új-Lisszaboni Repülőtér).

## Földrajzi terület
Angola központi részén és a felföldön helyezkedik el, a Cunene folyó közelében.

## Történet

### Korai történet
Huambo az egykori Wamburól kapta a nevét, ami a 14 régi Ovimbundu királyság egyike volt. Az ovimbundu egy őslakos törzs: eredetileg Kelet-Afrikából érkeztek, központjukat pedig a Bailundu királyság alapította a 15. században. Wambu volt a legkisebb királyság, hierarchikusan a Bailandu királyság uralma alatt állott, bár ez is már királysági státust élvezett, és királyságokként kapott függetlenséget.

### Portugál uralom
Bailundót sokszor említik a 18. és a 19. század néhány krónikájában, egy kereskedelmi útvonallal kapcsolatban a történelmi Viyében (ma Bié Provincia), ám a Wambu királyságban igazából csak a portugálok által épített benguelai vasút helyszíneként volt ismert. Bár Bailundu és Wambu királyai (főleg II. Ekuikui és I. Katiavala) a vasútépítés ellen voltak, emiatt a munkásokat és a telepeseket támadták, a portugál hadsereg végül leverte őket és hivatalosan megalapították a várost: 1912. augusztus 8-án, José Mendes Norton de Matosnak köszönhetően.
A vasútépítés a kezdetleges állapotok miatt nagy nehézségekbe ütközött, egyúttal a malária is elterjedt a bennszülöttek között. Huambóról úgy vélték, hogy tökéletes stratégiai célpont. A kellemes éghajlatnak és a bőséges vízforrásoknak köszönhetően kiváló terep volt a vasút továbbépítésére. Amint ezt megvalósították, egy gyár is épült. A munkát 1929-ben fejezték be, a vasút nyomvonala egészen Belga Kongóig húzódott. Ekkorra Huambo a vasúti közlekedés egyik legfontosabb központja lett Afrikában.
Az 1920-as évekig Huambo Portugál Angola fő gazdasági helyszíne volt. Gazdaságában a mezőgazdasági export fontos szerepet kapott, ezenfelül a tartományban több nevelési intézmény jött létre, példának okáért a Mezőgazdasági KutatóIntézet (napjainkban Mezőgazdasági Tudományok Kara).

### A függetlenség kikiáltása
A Portugáliától való függetlenség elnyerése után a korábbi Nova Lisboáról visszanevezték Huambóra. Az angolai polgárháború következtében tönkrement a város infrastruktúrájának nagy része, ennek ellenére folyamatosan fejlődik.
Huambo a függetlenség után, az MPLA és az UNITA között elmérgesedő viszony következtében Jonas Malheiro Savimbi és csapata egy csatában küzdött. A várost folyamatosan ostromolták, az épületeket megrongálták, az embereket lemészárolták, és ennek következményeként sokan elköltöztek a városból.
Az 1975-ös függetlenség után Savimbi elrendelte a nemzeten önállóságot. Bár az MPLA a kubai csapatok segítségével 1976. február 8-án visszanyerte a város nagy részét, de a többi továbbra is az UNITA irányítása alatt maradt. A civilek újabb menekülése Huambóból és Caálából nagy lendületet vett. 2000 elején Caálában még több mint 25 000 ember, e településről pedig 45 000-en kényszerültek elmenekülni. A nemzetközi szankciók, amelyeket UNITA megszorítását célozták, a katonai akciók még gyakoribbak és pusztítóbbak lettek, és 2000 végén nagyon gyakorivá vált az erőszak.

### A polgárháború után
Jonas Savimbi halála után, 2002 februárjában a tartományban tűzszünetet rendeltek el, s a békésebb korszaknak köszönhetően a város is folyamatos fejlődik. Ez hozta hozta meg a város újjáéledését és az újjáépítését.

## Éghajlat
Huambo felföldjét szubtrópusi éghajlat jellemzi, az esős időszak októbertől áprilisig, a száraz időszak pedig májustól szeptemberig tart. Bár a terület igen magasan fekszik, ennek ellenére a trópusokon található, és az éghajlat is meglehetősen hasonló, ami keresztülhalad a többi városon is. A hőmérséklet csak néhol magasabb, mint Pretoria városában, ami 2000 kilométeren halad keresztül.